# 江根乡
江根乡，是中华人民共和国浙江省丽水市庆元县下辖的一个乡镇级行政单位。

## 行政区划
江根乡下辖以下地区：
江根村、箬坑村、青田村、坝头村、水寨村、洋头村、上店村、杉坑村和后洋村。